# Klein-Fredenwalde

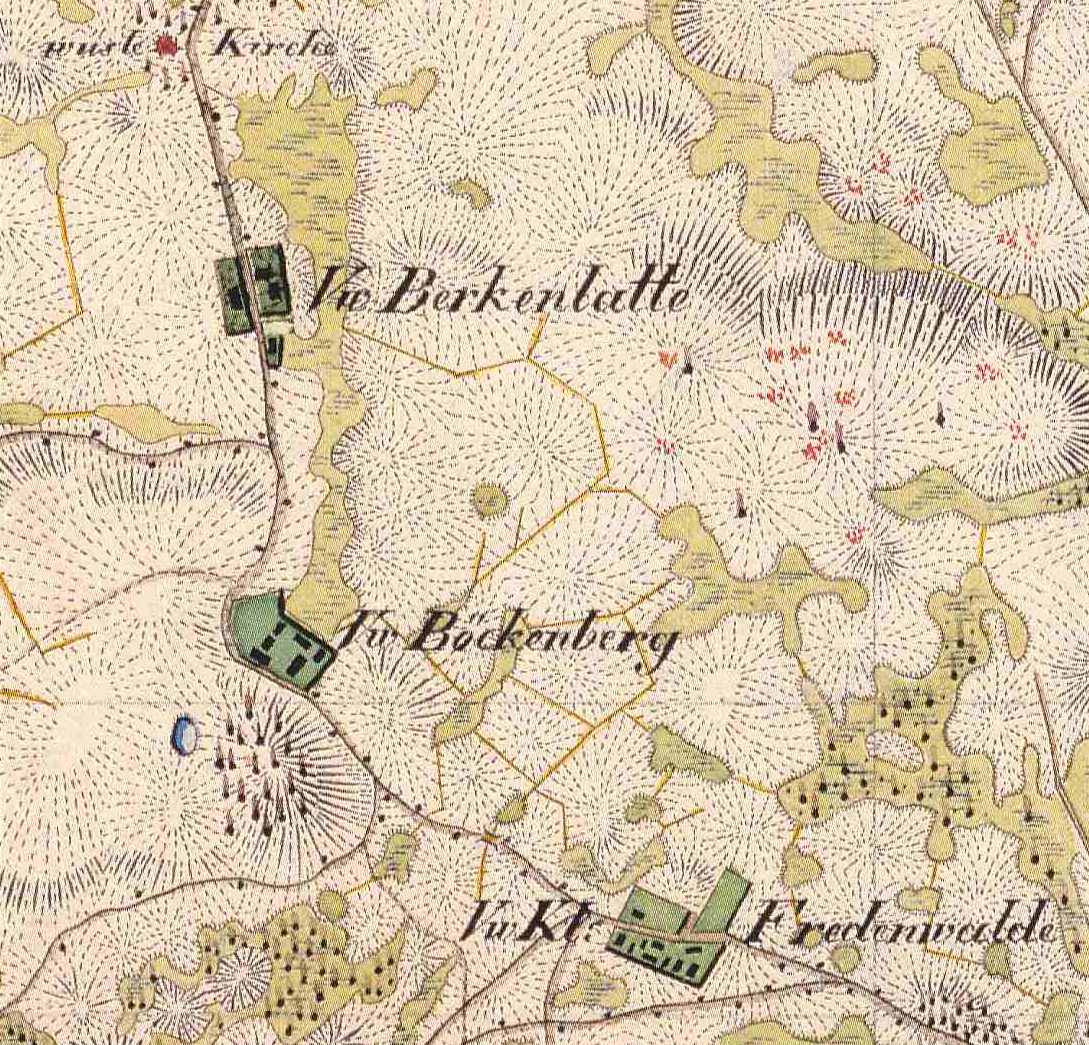
Die Vorwerke Berkenlatten, Böckenberg und Klein-Fredenwalde auf dem Urmesstischblatt 2848 Gerswalde von 1826

Klein-Fredenwalde ist ein Gemeindeteil von Gerswalde im Landkreis Uckermark (Brandenburg). Der Ort wurde um/vor 1768 als Vorwerk vom Rittergut Fredenwalde gegründet.

## Lage
Klein-Fredenwalde liegt etwas über 1,5 km westlich des Ortskerns von Groß Fredenwalde und etwa fünf Kilometer südöstlich von Gerswalde. Kleine Fredenwalde liegt an der L 242 von Gerswalde nach Willmine. Der Ortskern liegt auf etwa 74 m ü. NHN.

## Geschichte
Curt von Arnim (um/nach 1620–1670) aus der Götschendorfer Linie erbte die verschiedenen Anteile in Fredersdorf und begründete die neuere Linie Fredersdorf. Er hinterließ Fredersdorf seinen beiden Söhnen Alexander Magnus und Hans Adolf (1660–1731). Da letzterer seinen Anteil 1714 an Alexander Magnus verkaufte, braucht diese Linie nicht weiter berücksichtigt werden.
Alexander Magnus (1659–1727) war in erster Ehe mit Anna Sophia von Enckevort verheiratet, in zweiter Ehe mit Cornelia Eva von Ihlefeld und in dritter Ehe mit Adelheid Tugendreich von Mudersbach. Aus den drei Ehen hatte er zwar vier Söhne, drei Curt Friedrich, Hans Christoph und Friedrich Wilhelm, waren aber entweder nicht verheiratet, oder hatten keine (ehelichen) Nachkommen, lediglich der vierte Sohn Alexander hatte Nachkommen. Bis um 1760 waren somit wiederum alle Anteile an Fredenwalde an die zwei Söhne des Alexander von Arnim gekommen. Alexander von Arnim war mit Marie Eleonore von Schenck verheiratet, die schon 1725 verstorben war. 1726 ging er eine zweite Ehe mit Sophie Karoline Charlotte von Oetzen ein. Aus der ersten Ehe war nur eine früh verstorbene Tochter hervorgegangen. Aus der zweiten Ehe gingen sechs Söhne, davon einer früh verstorben, und drei Töchter hervor. Drei Söhne schlugen die militärische Laufbahn ein, über sie ist nicht viel bekannt. Bei zweien ist sogar zweifelhaft, ob sie überhaupt Söhne des Alexander von Arnim sind (so Otto und Heinrich, gefallen am 6. Mai 1756 in der Schlacht bei Prag). Das Gut Fredenwalde wurde im Wesentlichen unter die beide Söhnen Curt Friedrich und Alexander Wilhelm aufgeteilt. Der nächstjüngere Sohn Hans Erdmann war 1756 in Soldin verstorben. Er hatte in der Erbteilung nach dem Tod des Vaters 1753 Neu-Temmen erhalten, das nach seinem Tod (1756) von Curt Friedrich übernommen wurde. Die beiden anderen Brüder teilten sich Frederswalde auf. Während Alexander Wilhelm das stark verschuldete Fredenwalde übernahm, baute sich Curt Friedrich Willmine neu auf, das er nach seiner Frau Hanna Wilhelmine von Dargitz benannt. Welcher der beiden nun das Vorwerk Klein-Fredenwalde um/nach 1768 aufbaute, ist in der Arnimschen Familienchronik nicht explizit genannt. mit der Gründung von Klein-Fredenwald wurde nun Fredenwalde zur Unterscheidung auch Groß Fredenwalde genannt. Nach dem Historischen Ortslexikon war Klein-Fredenwalde Pertinenz zu Groß Fredenwalde, müsste demnach von Alexander Wilhelm aufgebaut worden sein. Curt Friedrich ist 1789 (oder 1790) verstorben und hinterließ nur drei nicht lehnberechtigte Töchter. Sein Anteil fiel an seinen Bruder Alexander Wilhelm, der somit wiederum alle Anteile am Rittergut Fredenwalde, einschließlich aller inzwischen gegründeten Vorwerke (Willmine, Klein-Fredenwalde, Albertinenhof und Arnimswalde) wieder vereinigen konnte.
1768 ist Klein-Fredenwalde erstmals genannt; es könnte durchaus auch einige Jahre vorher gegründet worden sein. 1775 wurde Klein-Fredenwalde als Vorwerk mit einem Einlieger oder Büdner bezeichnet. Es hatte eine Feuerstelle (Wohnhaus) und 13 Einwohner. 1782 wurden Büdnerhäuser in Klein-Fredenwalde errichtet. 1790 ist es als Rittervorwerk mit einem Verwalter oder Unterpächter, einem Einlieger und zwei Feuerstellen charakterisiert. Bratring beschreibt Klein-Fredenwalde 1801 als Vorwerk mit neun Einliegern in drei Feuerstellen.
Alexander Wilhelm von Arnim war mit Albertine Luise Gräfin von Küssow verheiratet, mit der er die Tochter Henriette Albertine Emilie hatte, die sich mit Carl Caspar von Langenn verheiratete, und den erbberechtigten Sohn Wilhelm Georg, der mit Caroline Henriette von Ahlimb verheiratet war. Alexander Wilhelm baute 1768 auch das Vorwerk Albertinenhof auf, das er nach seiner Frau benannte. Alexander Wilhelm war Kgl. Preußischer Generalleutnant und Träger des Roten Adlerordens und des Ordens Pour le Mérite; er starb am 26. September 1809 in Berlin.
Sein einziger Sohn Wilhelm Georg von Arnim erbte damit den gesamten Besitz: Groß Fredenwalde, Klein-Fredenwalde, Willmine, Albertinenhof und einen Anteil an Sperrenwalde. Er war mit Caroline Henriette von Ahlimb verheiratet. 1840 standen in dem Rittergut Klein-Fredenwalde vier Wohnhäuser.
Wilhelm Georg von Arnim hatte aus seiner Ehe drei nicht lehnberechtigte Töchter, sodass der Lehnbesitz Fredenwalde nach seinem Tod 1847 erneut geteilt wurde. Nach einem längeren Erbauseinandersetzungen fiel schließlich 1857
- Groß Fredenwalde und Albertinenhof an Ludwig Bernhard von Arnim (1784–1855) aus dem Hause Götschendorf[4]
- Groß Sperrenwalde an das Haus Milmersdorf und
- Klein-Fredenwalde, Arnimswalde und Willmine an Friedrich Wilhelm Ludwig von Arnim (1824–1866) aus dem Hause Götschendorf bzw. Neu Storkow in der Neumark.

Friedrich Wilhelm Ludwig von Arnim war der Sohn des Königlich Preußischen Hauptmanns und Salzinspektors Gustav Ernst von Arnim (1784–1851) und der Sophie Elisabeth Friederike Emilie Bestehorn (1794–1872). Friedrich Wilhelm Ludwig war mit Johanna Ottilie Strahl verheiratet und zog mit ihr nach Willmine.
1860 standen in Klein-Fredenwalde vier Wohnhäuser und acht Wirtschaftsgebäude. Das Gut hatte eine Gesamtgröße von 822 Morgen, davon waren 13 Morgen Gehöfte, 11 Morgen Gartenland, 406 Morgen Acker, 193 Morgen Wiese und 199  Morgen Wald. Auf dem Gut wurden 450 Schafe gehalten.
Friedrich Wilhelm Ludwig starb 1866 in Willmine an einem Herzleiden. Erbe der drei Güter war der einzige überlebende Sohn Ludwig Gustav Otto Gotthelf von Arnim (1860–1936).
1879 hatte Klein-Fredenwalde eine Größe von 210,07 ha, davon 164,52 ha Acker, 43,78 ha Wiesen und 1,77 ha Weide. Der Grundsteuerreinertrag war auf 2405 Mark angesetzt. Groß Fredenwalde und Klein-Fredenwalde wurde von Administrator Ludewig verwaltet.
Ludwig Gustav Otto Gotthelf von Arnim war mit Helene Rosalie Concordia von Gehring verheiratet, mit der zwei Söhne hatte, Hans Ludwig Hermann Konstantin (1889–1971) wurde später Konsistorialpräsident, der zweite Sohn Joachim Wolfgang Gustav Horst (1892–1914) fiel bei Normée in Frankreich. Ludwig Gustav Otto Gotthelf von Arnim war von 1899 bis 1920 Landrat des Kreises Templin. Er war außerdem Stiftshauptmann des Stiftes Zehdenick.
Nach dem Handbuch des Grundbesitzes im Deutschen Reiche von 1885  hatte das Rittergut Klein-Fredenwalde eine Gesamtfläche von 202 ha, davon 150 ha Ackerland, 50 ha Wiesen und 2 ha Weisen. Der Grundsteuerreinertrag wurde auf 2405 Mark fixiert. Verwalter war ein Oberinspektor Dreger.
Dagegen gibt das Handbuch des Grundbesitzes im Deutschen Reiche von 1896 nun eine Gesamtfläche von 212 ha an, davon 162 ha Acker, 44 ha Wiesen, 3 ha Wald und 13 ha Ödland. Der  Der Grundsteuerreinertrag ist nun mit 2405 Mark angegeben. Verwalter ist nun ein H. Wolke in Arnimswalde.
Im Jahr 1900 verkaufte Ludwig Gustav Otto Gotthelf von Arnim die Güter Willmine, Arnimswalde und Klein Fredenwalde an Hans Carl Georg Otto Heinrich Felix (Hans) von Arnim (1841–1914) auf Neuensund bzw. Mürow. Hans Carl Georg Otto Heinrich Felix von Arnim (1841–1914) war der Sohn des Hans Carl Friedrich von Arnim (1789–1861) und der Auguste Wilhelmine Sophie Marie von Heyden (1818–1899). Er war mit Elisabeth Ida von Heyden-Linden verheiratet. 1906 kaufte er den Albertinenhof von Friedrich Wilhelm Georg Ferdinand von Arnim (1832–1876) hinzu. 1907 und 1914 hatte das Gut in Klein-Fredenwalde eine Gesamtfläche von 215 ha, davon 162 ha Acker, 44 ha Wiesen, 6 ha Holzung und 13 ha Unland. Verwalter war nun Ernst Krach. Am 28. Dezember 1914 starb  Hans Carl Georg Otto Heinrich Felix von Arnim auf seinem Gut in Neuensund. Erbe war sein Sohn Hans-Jochen August Albert Berthold Carl Helmuth Georg Friedrich Heinrich von Arnim (1884–1950).
Hans-Jochen von Arnim verpachtete die drei Güter an Hans Gosch. 1923 verkaufte er Klein-Fredenwalde und Arnimswalde an die Landbank AG Berlin. Allerdings behielt er jeweils den Waldanteil; diesen vereinigte er mit dem Forst Arnimswalde. Der von der Landbank erworbene Teil von Klein-Fredenwalde und Arnimswalde war etwa 281 ha groß. Etwa 17 neue Ansiedlungen waren vorgesehen, davon neun Bauernstellen in Klein-Fredenwalde sowie drei Arbeiterstellen.
Nach dem Zweiten Weltkrieg bildete sich 1959 eine LPG Typ I mit 8 Mitgliedern und 57 ha landwirtschaftlicher Nutzfläche. 1960 wurde sie an die LPG Typ III in Groß Fredenwalde angeschlossen.
| Jahr      | 1774 | 1790 | 1801 | 1817 | 1840 | 1858 | 1867 | 1871 | 1895  | 1925 |
| Einwohner | 13   | 21   | 49   | 50   | 34   | 49   | 37   | 26   | k. A. | 114  |

## Kommunale Geschichte
1768 gehörte Groß Fredenwalde und damit auch Klein-Fredenwalde zum Uckermärkischen Kreis der Mark Brandenburg. Mit der Kreisreform von 1816/17 wurden aus der Uckermark drei neue Kreise gebildet. Klein-Fredenwalde kam zum Kreis Templin der Provinz Brandenburg. Mit der Kreisreform von 1952 in der damaligen DDR bekam der Kreis Templin einen völlig neuen Zuschnitt und wurde dem Bezirk Neubrandenburg zugeordnet. Mit der Kreisreform von 1993 im Land Brandenburg wurden die drei Kreise Angermünde, Prenzlau und Templin zum Landkreis Uckermark vereinigt.
Klein-Fredenwalde war zunächst Pertinenz zum Rittergut Groß Fredenwalde. Es bildete 1860 bis um 1871 einen eigenen Gutsbezirk Klein-Fredenwalde. 1874 gehörte Klein-Fredenwalde zum Gutsbezirk Willmine mit Willmine und Arnimswalde. Der Gutsbezirk Willmine wurde 1874 dem Amtsbezirk 5 Groß Fredenwalde des Kreises Templin zugewiesen. 1928 wurde der Gutsbezirk Willmine mit der Landgemeinde Groß Fredenwalde vereinigt. 1931 und 1957 ist Klein-Fredenwalde Wohnplatz, 1959 und 1971 Ortsteil von Groß Fredenwalde. Groß Fredenwalde bildete 1992 mit 13 anderen Gemeinden die Verwaltungsgemeinschaft Amt Gerswalde. Zum 31. Dezember 2001 wurde Groß Fredenwalde nach Gerswalde eingegliedert. Heute sind Groß Fredenwalde und Klein-Fredenwalde Gemeindeteile von Gerswalde.

## Persönlichkeiten
- Hartmut Henschel (* 1942), Grafiker und Maler[20]